# Konzert Nr. 1 für Flöte und Orchester (Mozart)
Das Konzert Nr. 1 für Flöte und Orchester G-Dur KV 313 (285c) von Wolfgang Amadeus Mozart entstand (entgegen gängiger Annahmen) wahrscheinlich im Januar oder Februar 1777 in Salzburg und zählt heute zu den bedeutendsten und meistgespielten Werken der Gattung. Zudem ist es das einzige original für Flöte geschriebene Solokonzert des Komponisten und wird mitunter auch bei Probespielen als Standardwerk verlangt. Der Tonumfang des Soloparts reicht vom d1 bis zum g3. Die Spieldauer beträgt circa 25 Minuten.

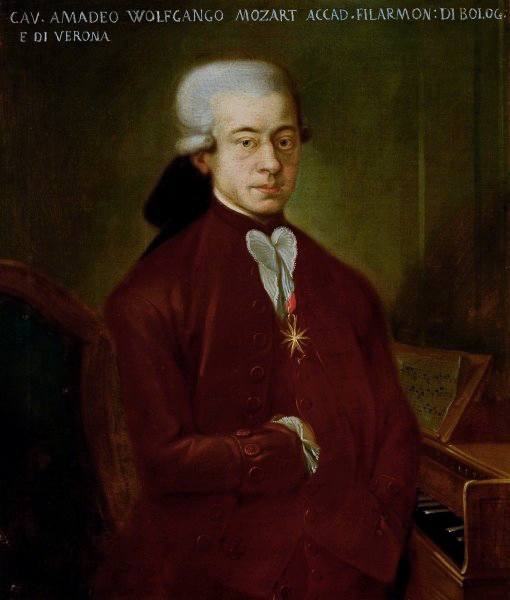
Wolfgang Amadeus Mozart (anonymes Gemälde, 1777)

## Entstehung

### Vorbemerkung
Mozarts Solo- und Kammermusikwerke für Flöte bzw. mit Flötenbeteiligung werden meist mit dem 1778 in Mannheim erteilten Auftrag des begüterten holländischen Musikliebhabers Ferdinand Dejean (1731–1797) in Verbindung gebracht, den der Komponist in seinen Briefen verwirrend als „de Jean“, „De Jean“, „de champs“ sowie als „unseren Indianer“, „indianischen Holländer“ oder „reichen Holländer“ bezeichnete. Dejean, seinerseits Arzt der Niederländischen Ostindien-Kompanie und Flötendilettant, hieß den jungen Mozart, ihm Werke für Flöte zu schreiben und bot ihm dafür ein fürstliches Honorar.
Gestützt auf die Behauptung von Otto Jahn, dass Mozart nur auf Bestellung für die Flöte geschrieben hätte, ordnet der österreichische Historiker Ludwig Ritter von Köchel (1800–1877) die von ihm ohnehin als bedeutungslos eingestuften Flötenkonzerte KV 313 und KV 314 in seinem Chronologisch-thematischen Verzeichniss sämmtlicher Tonwerke Wolfgang Amadé Mozart’s (1862) in das Jahr 1778 ein, worin ihm die meisten Mozart-Biographen folgen. Die genaue Entstehungszeit beider Werke sowie deren Entstehungsgeschichte liegen allerdings bis heute im Dunkeln.

### Entstehungsgeschichte
In den späten 1770er-Jahren, als Mozart noch in Salzburg beheimatet war und daran arbeitete, sich in Europa als Komponist zu etablieren, logierte er während seiner Mannheim-Paris-Reise als Gast im Haus des bekannten Komponisten und Flötisten der berühmten Mannheimer Hofkapelle Johann Baptist Wendling. Dort hatte Mozart die Bekanntschaft mit einem begüterten und musikbegeisterten Niederländer namens Ferdinand Dejean gemacht. Als weitgereister Musikliebhaber war dieser zwar zu einigem Vermögen gekommen, seine virtuosen Fertigkeiten auf der Flöte waren jedoch bescheiden; womöglich schrieb Mozart auch deshalb nur mit wenig Lust an den Werken, die Dejean bei ihm in Auftrag gab, wie Alexander Moore bemerkt.
Das Flötenkonzert Nr. 1 in G-Dur hält Köchel für eines der beiden in diesem Zusammenhang entstanden Konzerte und verweist dabei auf einen Brief vom 14. Februar 1778, in dem Mozart berichtet, für Dejean zwei Flötenkonzerte und drei Flötenquartette fertiggestellt und dafür 96 Gulden erhalten zu haben. (siehe Arbeitsprozess) Die neuere Forschung zeigt jedoch, dass die ganze Angelegenheit weitaus komplizierter ist und letztlich keines der beiden Konzerte während Mozarts Reise nach Mannheim und Paris, sondern bereits im Jahr 1777 entstand:
Im Rahmen der Neuedition von Mozarts Flötenkonzerten im Verlag Breitkopf & Härtel (2006) erwähnt der deutsche Flötist und Musikwissenschaftler Henrik Wiese, dass Mozart am 10. Dezember 1777 in einem Brief an seinen Vater Leopold behaupte, er solle für Dejean gegen stattliche 200 Gulden „3 kleine, leichte, und kurze Concertlen und ein Paar quattro auf die Flötte machen“. Diesbezüglich müsse man sich nun fragen, warum ihm Dejean dann für zwei Konzerte und drei Quartette nicht einmal die Hälfte des vereinbarten Honorars bezahlt hatte, und ob Mozart möglicherweise nur ein Konzert für Dejean geschrieben und seinen Vater in dieser Angelegenheit belogen habe. Jedenfalls notiere der Salzburger Hofrat Joachim Ferdinand von Schiedenhofen (1747–1823) am 25. Juli 1777 in seinem Tagebuch einen Besuch „zu Gusseti, wo die Musick des jungen Mozartn, die er abends seiner Schwester machen wolte, probirt wurde. Sie bestunde in einer Sinfonia, einen Violin Concert, das der junge Mozart spilte, einen Flaute traverse Concert, das der Violongeyger Castel bliese, und alles ware von des jungen Mozarts Composition“. Des Weiteren führt Wiese an, dass das Flötenkonzert in G-Dur eine spezielle Salzburger Raffinesse aufweise, denn im langsamen Mittelsatz setze Mozart anstelle der Oboen zwei Flöten zu den Hörnern und sordinierten Streichern. Solch ein Instrumentationswechsel komme bei Mozart ansonsten lediglich bis zum Jahr 1776 vor und betreffe in der Regel nur seine für Salzburg bestimmten Werke. Da in der Salzburger Erzbischöflichen Kapelle keine Flötisten angestellt waren, hatten stattdessen vornehmlich Oboisten als Nebeninstrument zusätzlich Flöte gespielt. Die Zahl der Spieler erweitere sich also durch diesen Wechsel nicht. Demzufolge sei es naheliegend, KV 313 als dasjenige Konzert zu identifizieren, das bereits 1777 zum Namenstag von Mozarts Schwester Nannerl aufgeführt worden war. Weiter vermutet Wiese, dass Mozart das Konzert aufgrund der späteren Zeitknappheit in Mannheim kurzerhand an Dejean verkauft haben könnte, womit eine weitere Ursache für die Honorarkürzung gefunden sei (siehe Arbeitsprozess). Ferner hätte das 1778 entstandene Andante für Flöte und Orchester in C-Dur KV 315 mit seinen geringeren Spielanforderungen wohl als alternativer Mittelsatz zum Flötenkonzert in G-Dur dienen sollen, um durch den Austausch des Adagios den Wünschen des Auftraggebers nach einem „klein[besetzt]en“, „leichten“ und „kurzen“ Konzert entgegenzukommen und den Oboisten das Flötespielen zu ersparen. Ob Dejean auch diesen Schwindel bemerkt habe, darüber könne nur spekuliert werden, meint Wiese weiter. Auch sei nicht auszuschließen, dass Wendling selbst dieses Konzert vor seiner Abreise nach Paris in Mannheim aufgeführt habe.
Dieselbe Meinung vertritt auch der ungarische Flötist, Musikprofessor und Vorsitzende der Deutschen Gesellschaft für Flöte e. V. András Adorján, indem er auf die Diskrepanz zwischen Mozarts Brief vom 10. Dezember 1777 und seiner zwei Monate späteren Nachricht an den Vater von der Fertigstellung von „2 Concerti und 3 quartetti“ hinweist. Diesbezüglich gebe es zu denken, dass der Auftraggeber [Dejean] das vereinbarte Honorar um mehr als die Hälfte gekürzt habe. Da von den genannten Werken einzig das Flötenquartett in D-Dur KV 285 im Autograph mit Datierung vom 25. Dezember 1777 enthalten sei und Mozart in diesem Zeitraum außerdem weitere, teils größere Kompositionsprojekte beschäftigten, ließe sich vermuten, dass er schlichtweg aus Zeitnot Dejean entgegen seiner Behauptung mit nur einem Quartett und beiden möglicherweise bereits vorliegenden Konzerten zufriedenzustellen versucht habe. Weiter nimmt Adorján an, dass das Flötenkonzert in G-Dur daher identisch mit einem bereits zu Nannerls Namenstag am 26. Juli 1777 aufgeführten „Flaute traverse Concert“ sein könnte, von dem Schiedenhofen bereits am 25. Juli (und somit mehrere Monate vor Dejeans Auftrag vom 9. Dezember 1777) in seinem Tagebuch berichtet hatte. Unzweifelhaft vor der Mannheim-Paris-Reise, also noch in Salzburg, sei jedoch das Oboenkonzert KV 314 entstanden, das Mozart in aller Eile für die Flöte eingerichtet und von C-Dur um einen Ganzton höher transponiert habe.

### Arbeitsprozess
Die Arbeit an den beiden Flötenkonzerten KV 313 und KV 314 ist Mozart nicht leicht von der Hand gegangen. Seinem Vater gegenüber entschuldigt er sich in einem Brief vom 14. Februar 1778 damit, dass er in Mannheim derart viele Verpflichtungen habe und darüber hinaus die Flöte nicht leiden könne:
„Der Hr. de Jean der auch morgen nach Paris reist, hat, weil ich ihm nicht mehr als 2 Concerte und 3 Quartette fertig gemacht habe, mir nur 96 Fl. (er hat sich um 4 Fl. daß es die Hälfte wäre, verstoßen) gegeben; er muß mich aber ganz zahlen, denn ich habe es mit den Wendlingschen abgemacht, ich werde das übrige nachschicken. Daß ich es nicht hab fertig machen können, ist ganz natürlich, ich habe hier keine ruhige Stunde. Ich kann nichts schreiben, als nachts; mithin kann ich auch nicht früh aufstehen. Zu allen Zeiten ist man nicht aufgelegt zur Arbeit. Hinschmieren könnte ich freylich den ganzen Tag fort; aber so eine Sache kommt in die Welt hinaus, und da will ich halt, dass ich mich nicht schämen darf, wenn mein Name darauf steht. Dann bin auch, wie sie wissen, gleich stuff [widerwillig], wenn ich immer für ein Instrument (das ich nicht leiden kann) schreiben soll...“
Und doch trage später eine seiner berühmtesten Opern den Titel „Die Zauberflöte“ und habe der magischen Wirkung von Flötentönen überirdische Kräfte beigemessen, wie Moore berechtigterweise anmerkt. Ebenfalls habe Mozart in zahlreichen späten Werken (besonders in den letzten Klavierkonzerten) unglaublich schöne Solopassagen für die Flöte geschrieben – es sei daher anzunehmen, dass er seine Meinung über das Instrument im Lauf der Jahre geändert habe.

### Stellenwert im Gesamtwerk
Obwohl die Kompositionen für solistische Flöte im umfangreichen Gesamtwerk Mozarts nur einen bescheidenen Platz einnehmen, gehören die beiden Flötenkonzerte in G-Dur KV 313 und D-Dur KV 314 wohl zu den bekanntesten und bedeutendsten ihrer Gattung. Wie der deutsche Musikwissenschaftler Rudolf Gerber bemerkt, habe der damals 22-jährige Mozart gleichwohl im Rahmen einer hochkultivierten Gesellschaftsmusik Meisterwerke geschaffen, die sowohl die Technik des Blasinstruments in vorzüglicher und allseitiger Weise zur Geltung kommen ließe, als auch Geist und Gemüt des Rokoko und deutscher Empfindsamkeit vollendet spiegelten.

## Musikalische Gestalt (Analyse)
Im Gegensatz zu den Violin- und Klavierkonzerten sind die Bläserkonzerte einfacher strukturiert und der Charakter ihrer Melodik durch die Einschränkungen der Instrumente definiert. Auch wurden sie generell auf Auftrag komponiert, so dass es sich lediglich um Gelegenheitswerke Mozarts handelt. Die Konzerte, die Mozart zur Entstehungszeit des Flötenkonzerts Nr. 1 geschrieben hat, zeigen bereits eine fortgeschrittene Meisterschaft. Nach den vier Violinkonzerten aus dem Jahr 1775, wovon das erste vermutlich bereits um 1773 entstanden ist, folgte eine Serie von Klavierkonzerten, u. a. KV 242, KV 271 „Jenamy“ in Es-Dur sowie die Sinfonia concertante für Violine und Viola KV 364. In der Gesamthaltung wie in der Bewältigung der formalen Probleme stehen die beiden Flötenkonzerte durchaus den Violinkonzerten von 1775 nahe, jedoch finden sich auch in thematischer Hinsicht diverse Parallelen, so z. B. der Anfang des Flötenkonzerts Nr. 1 und des Violinkonzerts Nr. 4 KV 218. Sie haben somit einen besonderen Stellenwert im Rahmen von Mozarts Feilen an der Konzertform. Diese als persönliche Orchestergattung zu etablieren, so wie er es bereits für Violine oder für Klavier tat, gelingt ihm mit dem G-Dur-Konzert KV 313 ebenso eindrücklich für die Flöte.

### Stilmerkmale
Im Wesentlichen verwendet Mozart die damals gängigen Stilmittel der Mannheimer Schule, so u. a.
- Tonleitern, Arpeggien und Sprünge über den gesamten Tonraum, Triller und Verzierungen, Synkopen, rhetorische Gesten usw.
- scharfe Kontraste im Bereich von Artikulation und Dynamik (z. B. Legato vs. Staccato, Forte vs. Piano)
- Zwischenharmonien, Trugschlüsse, Moll-Eintrübungen, Phrygischer Halbschluss (in Moll und Dur), Neapolitanischer Sextakkord, übermäßige Quintsextakkorde, Fauxbourdon usw.
- Motivisch-thematische Arbeit, Phrasenverschränkungen usw.
- elaborierte Dialoge zwischen Solopart und Orchester (im Sinne einer Weiterentwicklung des barocken Prinzip des Konzertierens)
- Weiterentwicklung der Konzertform: Kopfsatz als Kombination von Ritornell- und Sonatensatzform
- solistische Bläser und chorisch besetzte Streicher werden gleichrangig behandelt (sinfonischer Mischklang)

### Gesamtform
Das Flötenkonzert Nr. 1 mit seiner traditionellen Gliederung in drei Sätze (schnell–langsam–schnell) weist diverse Besonderheiten auf: Einem gewichtigen, mit Allegro maestoso überschriebenen Kopfsatz in G-Dur folgt ein ausdrucksstarker Mittelsatz in der Dominanttonart D-Dur, der schon beinahe romantische Färbung hat. Als Finale erklingt ein Rondo in typisch französischem Menuett-Stil, wie es sich u. a. bereits in den Violinkonzerten findet (z. B. in Nr. 5 KV 219). Ferner war die Flöte gerade in Frankreich zum Modeinstrument avanciert, wodurch sich Mozart nicht zuletzt auch ganz bewusst in eine Reihe namhafter Flötenliteratur stellt. Des Weiteren erscheint in allen(!) drei Sätzen eine Solokadenz, was damals in Bläserkonzerten eher unüblich war.
Nachfolgend eine Analyse der einzelnen Sätze:
1. Satz – Allegro maestoso
G-Dur, 4/4-Takt, 219 Takte
Der Kopfsatz eröffnet mit einem ritornellartigen Hauptthema, das im Verlauf des Satzes insgesamt fünfmal erscheint und dabei jeden Formteil einleitet: So erklingt es zu Beginn der Orchester- und der Soloexposition, am Anfang der Durchführung und Reprise sowie der Coda, wird dabei allerdings nur zweimal von der Soloflöte selbst (und ansonsten vom Orchester) gespielt. Entgegen gängiger Konventionen setzt die Reprise hier sogar mit dem Orchestertutti ein, so dass die Flöte das Hauptthema (Ritornell) erst bei seiner variierten Wiederholung (ab Takt 153) übernimmt.
| Form                | Tonart                         | Takte   |
| ------------------- | ------------------------------ | ------- |
| Orchesterexposition | G-Dur                          | 1–30    |
| Soloexposition      |                                | 31–91   |
| Hauptsatz           | G-Dur                          | 31–44   |
| Überleitung         | e-Moll / g-Moll > D-Dur: V     | 44–60   |
| Seitensatz          | D-Dur                          | 60–79   |
| Schlussgruppe       | D-Dur                          | 79–91   |
| Durchführung        | D-Dur / d-Moll, a-Moll, e-Moll | 91–149  |
| Reprise             |                                | 149–209 |
| Hauptsatz           | G-Dur                          | 149–162 |
| Überleitung         | C-Dur / c-Moll > G-Dur: V      | 162–178 |
| Seitensatz          | G-Dur                          | 179–197 |
| Schlussgruppe       | G-Dur                          | 197–209 |
| Coda                | G-Dur                          | 209–219 |

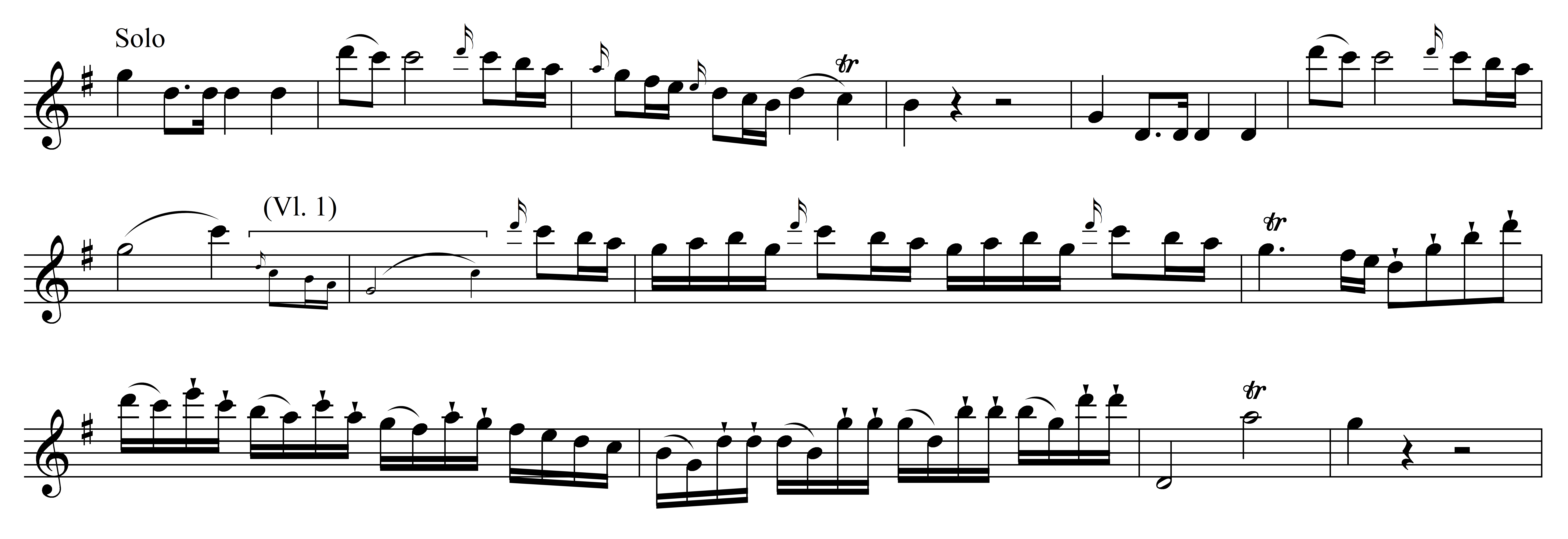
1. Satz, Hauptthema (T. 31–44)

Nach der Orchesterexposition (T. 1–30), die ihrerseits bereits den Hauptsatz (T. 1–12) sowie Teile der Überleitung (T. 12–14), des Seitensatzes (T. 14–23) und der Schlussgruppe (T. 23–30) enthält und gesamthaft in der Haupttonart G-Dur steht, eröffnet die Flöte die Soloexposition (T. 31–91) mit dem prägnanten (und für das Instrument eher untypischen) Marschrhythmus des Hauptthemas. Der Hauptsatz (T. 31–44) besteht aus insgesamt 14 (in 4+10) Takten, kadenziert in G-Dur und mündet direkt in die nachfolgende Überleitung (T. 44–60). Ein formelhafter Zweitakter (T. 44/45), den Mozart dem zweiten Abschnitt der Schlussgruppe (vgl. T. 27 und 29) entnimmt, führt zu einem neuen Überleitungsthema in der Paralleltonart e-Moll, das in der Folge moduliert und halbschlüssig in der Dominanttonart endet. Nach einigen weiteren Überleitungstakten des Orchesters setzt der Seitensatz (T. 60–79) in D-Dur ein, der nun gesamthaft von der Flöte dominiert wird. Dieser besteht aus zwei kontrastierenden Abschnitten, die beide vorübergehend in den Mollbereich (nach h-Moll bzw. e-Moll) ausweichen, letztlich aber regelhaft in der Dominanttonart kadenzieren. Die Takte 71–79 entsprechen – abgesehen von ihrer kontextbedingten Transposition – weitestgehend der analogen Stelle in der Orchesterexposition (vgl. T. 15–23) und auch die Schlussgruppe (T. 79–91) entspricht zunächst dem ursprünglichen Verlauf, wird jedoch anders weitergeführt und nach einem Trugschluss (T. 87/88) erwartungsgemäß in D-Dur abgeschlossen.
Mit dem Einsetzen des Ritornells in D-Dur in Takt 91 eröffnet Mozart die in sich dreiteilige Durchführung (T. 91–149), welche zunächst Hauptsatzmaterial aufnimmt und nochmals kräftig in D-Dur kadenziert (T. 99/100). Der zweite, mit Material der Schlussgruppe gestaltete Abschnitt (T. 100–111) wendet sich in Takt 106 nun überraschend nach d-Moll und moduliert danach weiter nach a-Moll. Nach einer nahezu wörtlichen Sequenz (T. 111–122) in a-Moll erscheint in Takt 122 schließlich eine neuartige Fortsetzung in e-Moll, wo Mozart erstmals auch den „Neapolitaner“ (T. 123) integriert, den betreffenden Formteil allerdings harmonisch offen lässt (Halbschluss). Der letzte Abschnitt der Durchführung (T. 127ff) moduliert mittels einer Quintfallsequenz zurück nach D-Dur, der Dominante der Haupttonart, welche Mozart zunächst zweimalig mit ihrer Variante g-Moll infrage stellt, ehe er im dritten Anlauf dann eindeutig nach G-Dur zurückführt und in Takt 149 die Reprise einsetzt.

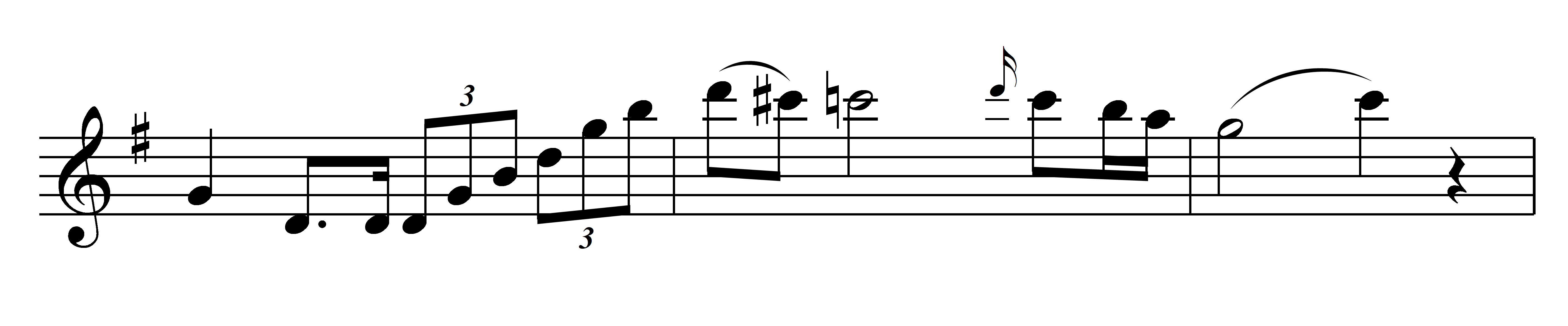
1. Satz, Reprise Hauptthema, Nachsatz (T. 153–155)

Bei der Reprise (T. 149–219) handelt es sich um eine Mischung von Orchester- und Soloexposition: So u. a. bereits im Hauptsatz (T. 149–162), wo das Thema zunächst vom Orchester (vgl. T. 1–4) und erst bei seiner variierten Wiederholung (vgl. T. 35–44) von der Soloflöte rekapituliert wird. Die Überleitung (T. 162–178) entspricht weitgehend ihrem ursprünglichen Verlauf in der Soloexposition, erscheint jedoch harmonisch eingerichtet und tangiert diesmal die Subdominanttonart C-Dur bzw. deren Variante c-Moll, wodurch Mozart den harmonischen Raum von G-Dur quasi vollumfänglich ausschöpft. Auch der Seitensatz (T. 179–197) und die Schlussgruppe (T. 197–209) werden nahezu wörtlich übernommen und verbleiben dabei regelhaft in der Haupttonart G-Dur. Wie bereits in der Durchführung erklingt nun auch zu Beginn der Coda (T. 209–219) nochmals das Ritornell in G-Dur, ehe Mozart den Satz nach der obligaten Solokadenz (T. 215) analog zur Orchesterexposition mit formelhaftem Material der Schlussgruppe (vgl. T. 27–30) ohne die Soloflöte abschließt.
2. Satz – Adagio non troppo
D-Dur, 4/4-Takt, 62 Takte
Der galante Mittelsatz steht in der Dominanttonart und gestaltet sich als zweiteilige Adagioform (nach Ratz). Würde hier stattdessen das Andante für Flöte und Orchester in C-Dur KV 315 als alternativer Mittelsatz gespielt, wie Henrik Wiese dies im Rahmen seiner Forschungen in Erwägung zieht, käme – anstelle der Dominante D-Dur – der Subdominante C-Dur eine größere Bedeutung zu, was wiederum zu einem Gegengewicht (und indirekt ebenfalls zu einem harmonischen Gleichgewicht im Sinne einer Synthese) im ansonsten eher tonika-dominant-lastigen Werk führen würde. Des Weiteren instrumentiert Mozart das Adagio erstaunlicherweise mit zwei Flöten anstelle der Oboen, verwendet durchgehend gedämpfte (con sordino) Violinen und Bratschen und lässt die Violoncelli und Kontrabässe vielerorts gezupft (pizzicato) spielen (siehe Entstehungsgeschichte).
Der langsame Satz eröffnet mit einem daktylisch-aufsteigenden Quartsextakkord (a d1 fis1 a1) im Unisono, einem signalartigen Akkordmotiv (Motto) mit hohem Wiedererkennungseffekt, das vom Orchester im Forte vorgestellt wird. Bemerkenswert ist, dass Mozart dieses Motto zu Beginn jedes Formteils – also vor der Soloexposition (T. 9/10), Reprise (T. 37/38) und Coda (T. 58/59) – in Engführung rekapituliert und dadurch eine übergeordnete Struktur innerhalb des Adagios schafft.

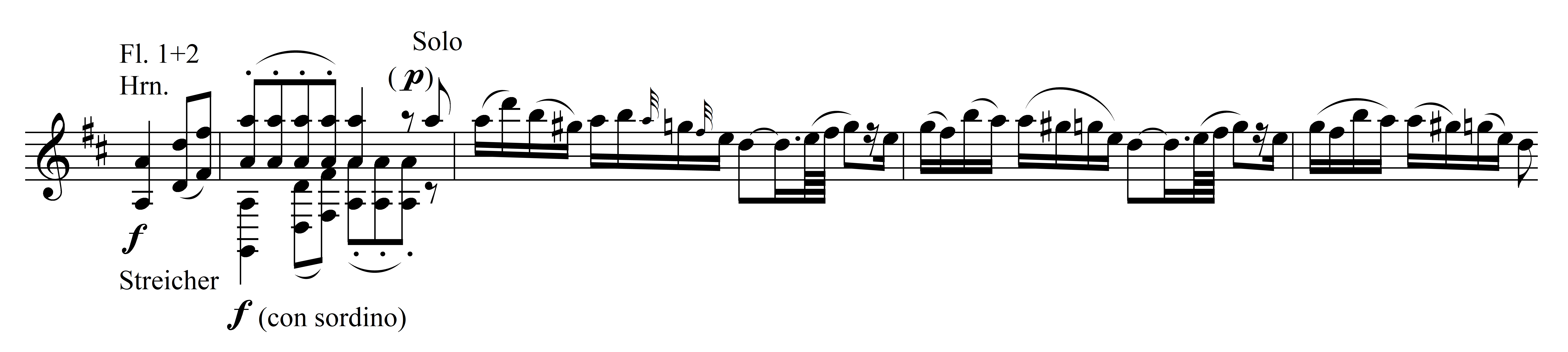
2. Satz, Hauptthema (T. 11–13) mit eröffnendem Akkordmotiv in Engführung

Die Exposition (T. 1–37) gliedert sich in eine Orchester- und eine Soloexposition (T. 1–9 bzw. 10–37) und enthält ihrerseits zwei verschiedenartige Themen in D-Dur (T. 2–4 und 11–13) bzw. A-Dur (T. 17–24), welche in der auf insgesamt 21 Takte verkürzten und in vielerlei Hinsicht variierten Reprise (T. 38–58) in D-Dur wieder aufgenommen werden. Wie bereits im Kopfsatz gestaltet Mozart die Reprise auch hier kunstvoll als Kombination der Orchester- mit der Soloexposition, bereichert diese aber zusätzlich mit neuem Material (z. B. T. 52/53) sowie einer weiteren Solokadenz (T. 56). Im Rahmen der Coda (T. 59–62) greift er dann letztmals das Hauptthema auf und lässt den Satz dabei gemeinsam mit der Flöte ausklingen.
3. Satz – Rondo. Tempo di Menuetto
G-Dur, 3/4-Takt, 290 Takte
Beim Finale handelt es sich – wie bei klassischen Solokonzerten üblich – um ein sogenanntes Sonatenrondo, eine Kombination von Rondo- und Sonatensatzform. Der Refrain (Hauptsatz) in G-Dur erklingt insgesamt viermal und wird die letzten beiden Male beträchtlich variiert (vgl. Variationsrondo). Dazwischen erscheinen zwei kontrastierende Couplets in der Dominanttonart (Seitensatz 1) sowie in der Mediante bzw. Subdominante (Seitensatz 2), welche sowohl formal als auch harmonisch als Gegengewicht fungieren. Das Couplet 1 wird im weiteren Verlauf des Satzes (im Sinne der Sonatensatzform) nochmals in der Grundtonart rekapituliert, wobei sich folgende Gesamtform ergibt:
| Form        | Form | Form                       | Tonart         | Takte   |
| ----------- | ---- | -------------------------- | -------------- | ------- |
| Refrain (1) | A    | Hauptsatz (Thema 1)        | G-Dur          | 1–35    |
|             |      | Überleitung                |                | 36–45   |
| Couplet 1   | B    | Seitensatz 1 (Thema 2)     | D-Dur          | 46–82   |
|             |      | Rückleitung                |                | 82–85   |
| Refrain (2) | A    | Reprise Thema 1            | G-Dur          | 86–104  |
|             |      | Überleitung                |                | 104–107 |
| Couplet 2   | C    | Seitensatz 2 (Thema 3)     | e-Moll / C-Dur | 107–154 |
|             |      | Rückleitung mit Solokadenz |                | 154–164 |
| Refrain (3) | A'   | Reprise Thema 1 (var.)     | G-Dur          | 165–180 |
|             |      | Überleitung                |                | 180–193 |
| Couplet 1   | B    | Reprise Thema 2            | G-Dur          | 194–229 |
|             |      | Rückleitung                |                | 229–240 |
| Refrain (4) | A''  | Reprise Thema 1 (var.)     | G-Dur          | 241–290 |

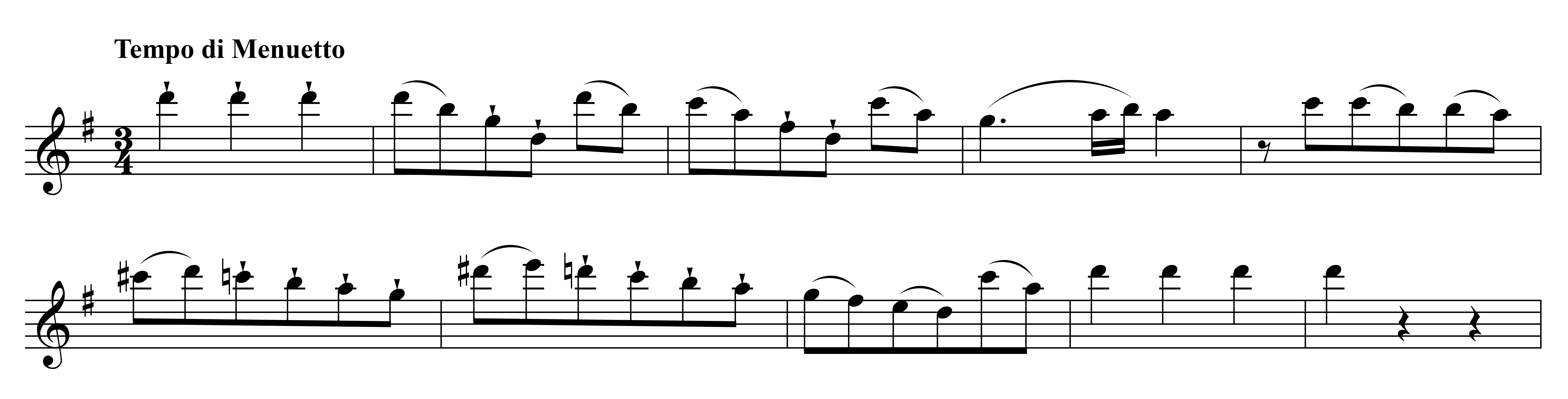
3. Satz, Refrain 1, Hauptthema, Vordersatz (T. 1–10)

Der Refrain beginnt mit dem als Periode (16 in 8+8 Takte) gestalteten Hauptthema. Der Vordersatz steht im Piano und wird von der Soloflöte intoniert, der Nachsatz dagegen im Forte und vom Orchester gespielt; beide Teile sind ebenfalls periodisch (8 in 4+4 Takte) gegliedert. Wie bereits in den Takten 23/24 des ersten Satzes verwendet Mozart hier erneut den Fauxbourdon (T. 5/6) und verstärkt die Halbschlussbildung zusätzlich durch die Verwendung der Doppeldominante (T. 7/8), um danach direkt in den Nachsatz zu münden bzw. den Vordersatz mit diesem zu verschränken und letztlich in G-Dur zu kadenzieren. Der 35-taktige Hauptsatz steht gesamthaft in G-Dur und besteht aus insgesamt vier Abschnitten (T. 1–16, 16–22, 22–28, 28–35), welche – abgesehen vom Hauptthema – ausschließlich vom Orchester vorgetragen werden. Im weiteren Verlauf des Satzes wird er allerdings nur unvollständig, bisweilen sogar stark verkürzt bzw. variiert rekapituliert. Die nachfolgende Überleitung (T. 36–45) moduliert regelhaft in die Dominanttonart, bevor in Takt 46 das zweite Thema einsetzt. Das Couplet 1 in D-Dur (T. 46–82) ist zunächst als Wechselspiel der ersten Violinen mit der Flöte gestaltet und wird von triolischen Achtelbewegungen der zweiten Violinen sowie alternierend gezupften bzw. gestrichenen Viertelmotiven in den tiefen Streicher begleitet. Die Fortsetzung (T. 57–59) endet zunächst halbschlüssig und öffnet sich danach zur Subdominante (T. 65), bevor eine homophone Passage der Streicher und Oboen in der Folge von der Flöte übernommen wird und der Formteil (Seitensatz 1) letztlich in D-Dur kadenziert. Die anschließende Rückleitung (T. 82–85) entspricht einem „Verweilen auf der Dominante“ (von G-Dur), indem Mozart die zwischenzeitliche Tonika (D-Dur) wieder zur Dominante umdeutet und in Takt 86 das Hauptthema in der Grundtonart rekapituliert. Der zweite Refrain (T. 86–104) in G-Dur entspricht zunächst weitgehend seinem ursprünglichen Verlauf (vgl. T. 1–16), die Fortsetzung des Hauptthemas entpuppt sich aufgrund der harmonischen Einrichtung nachträglich jedoch als Überleitung und moduliert in die Paralleltonart e-Moll.

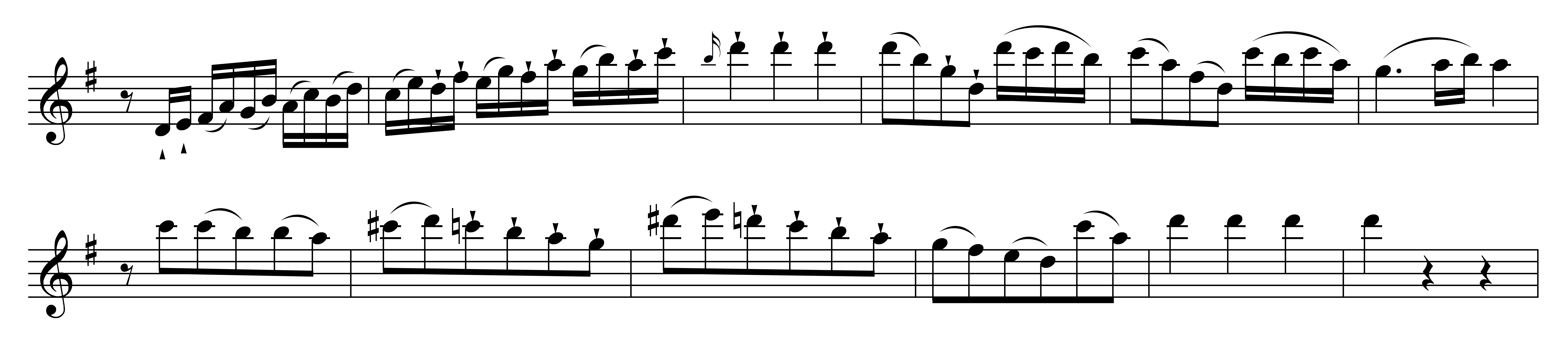
3. Satz, Refrain 2, Hauptthema (T. 84–95)

Das Couplet 2 (T. 107–154) weist über weite Strecken durchführungsartige Züge auf (vgl. Sonatensatzform) und gliedert sich seinerseits in drei Abschnitte: Der erste Teil steht in e-Moll und ist als 16-taktige Periode gestaltet. Im Vordersatz (8 in 2+2+4 Takte) führt die Flöte, der Nachsatz beginnt in den ersten Violinen und Oboen und wird danach von der Flöte übernommen. Nach einer abrupten Modulation in die Subdominanttonart C-Dur (T. 122/123) beginnt der zweite Abschnitt (T. 123–138). Dieser ist wiederum zweiteilig, weicht vorübergehend nach a-Moll aus und kadenziert danach wieder in C-Dur. Im dritten Abschnitt (T. 138–154) moduliert Mozart dann aber doch noch nach a-Moll (T. 146) und in der Folge weiter auf die Dominante von g-Moll (T. 154), der Varianttonart des Stücks. Wie bereits vor dem letzten Refrain findet sich auch hier wieder eine Rückleitung (T. 154–164), welche auf der Dominante (von g-Moll statt G-Dur) verweilt, um den erwarteten Refrain vorzubereiten. Typisch flötistisch sind u. a. die extrem großen, auf Dreiklangsbrechungen basierenden Sprünge im Solopart (T. 154ff). Darüber hinaus integriert Mozart eine weitere Solokadenz und schafft dadurch eine deutliche Zäsur, wonach in Takt 165 dann die eigentliche Reprise (im Sinne der Sonatensatzform) einsetzt.

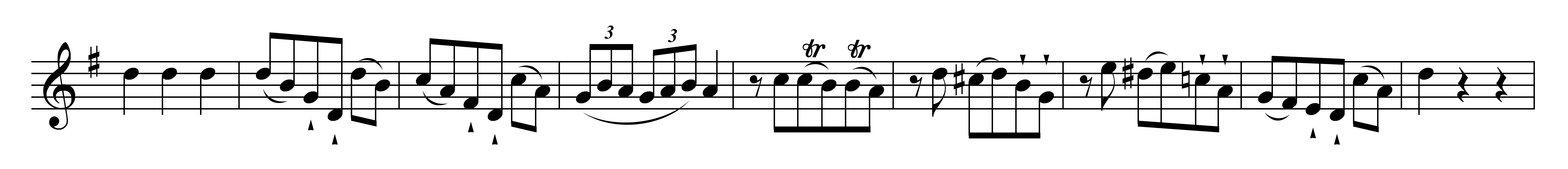
3. Satz, Refrain 3, var. Hauptthema (T. 165–173)

Der dritte Refrain (T. 165–180) ist auf 16 Takte verkürzt und enthält diesmal lediglich das Hauptthema in G-Dur, welches von der Soloflöte hier eine Oktave tiefer und leicht variiert (vgl. T. 168–171) vorgetragen wird. Die Überleitung (T. 180–193) erscheint harmonisch eingerichtet und endet – im Gegensatz zum ursprünglichen Verlauf in der Exposition (vgl. T. 45) – auf der Dominante (T. 193). Abgesehen von seiner kontextbedingten Transposition wird das Couplet 1 (T. 194–229) nahezu wörtlich in der Grundtonart aufgenommen, einzig die Schlusspassage ab Takt 222 enthält neues figuratives Material. Die Rückleitung (T. 229–240) wendet sich mittels Zwischenharmonie nochmals zur Subdominante C-Dur (T. 235/236), kadenziert danach jedoch erwartungsgemäß in G-Dur, wo in Takt 241 auch die letzte Reprise des Hauptthemas einsetzt. Der vierte und insgesamt 50 Takte umfassende Refrain (T. 241–290) ist nun zu einer eigentlichen Coda ausgebaut. Das Hauptthema erscheint ein weiteres Mal variiert (vgl. T. 241–256) und dessen Weiterführung ab Takt 256 enthält neues Material. Bemerkenswert ist u. a. die chromatische Melodieführung der Flöte in den Takten 261/262 und deren Variante in den Takten 266/267, wo Mozart mit einer Kette von verminderten Septakkorden harmonisiert und den Hörer dadurch regelrecht „verwirrt“, die Harmonik indessen aber eigentlich mittels einer versteckten Quintfallsequenz stabilisiert. Die Schlusspassage ab Takt 277 entspricht wieder dem ursprünglichen Verlauf der Exposition (vgl. T. 22–35), so dass das Finale – wie schon der Kopfsatz – ohne die Soloflöte endet.

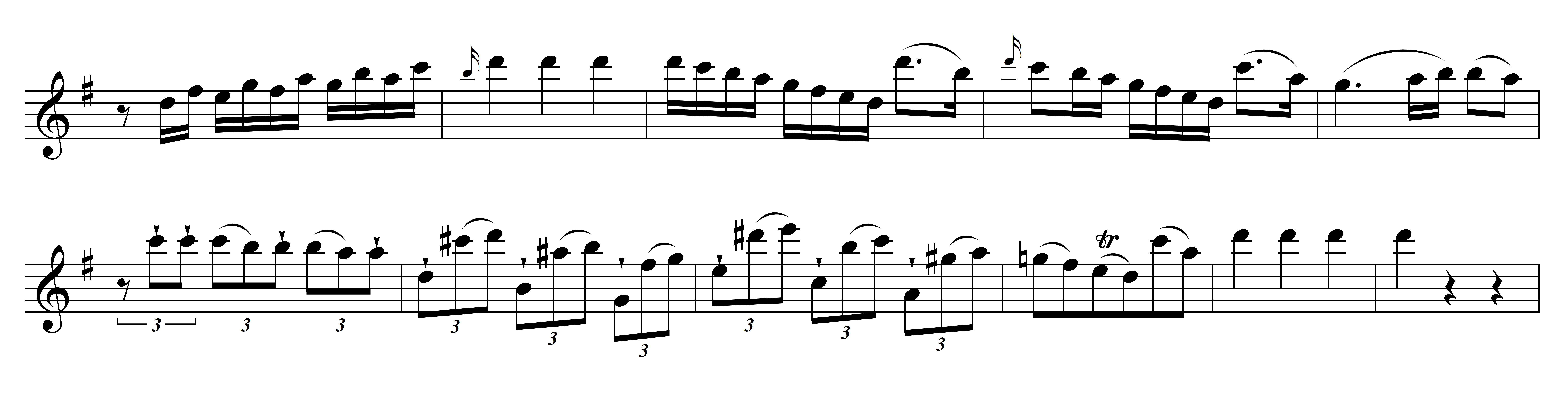
3. Satz, Refrain 4, var. Hauptthema (T. 240–250)

### Besetzung
Flöte solo / 2 Flöten, 2 Oboen, 2 Hörner (in G und D) und Streicher
Die Oboen werden lediglich im ersten und dritten Satz verwendet, die Flöten nur im zweiten Satz (siehe Entstehungsgeschichte).